# Feliciano Primo Agero y Amatey
Feliciano Primo Agero y Amatey (n. 1825) fue un compositor y profesor de música español.

## Biografía
Natural de la localidad segoviense de La Granja de San Ildefonso, donde nació en 1825, dio a conocer su voz entre los alumnos de la escuela primaria y fue admitido en el coro de la iglesia colegiata de su localidad natal, donde, con una gratificación de tres reales diarios, aprendió canto llano, solfeo y gramática latina. Desde 1839 hasta finales de 1841 estudió en Valladolid, ciudad a la que se había mudado con su familia y en la que continuó el solfeo con el presbítero Damián Lucas, primer violín de la iglesia catedral. Se inició además en el estudio del piano con el organista de la propia catedral, José María Méndez. Pasó en 1842 a Madrid con su madre, que se hallaba viuda y a la que Agero sustentaba.
Desde 1842 hasta 1850, continuó los estudios en el Conservatorio de Música de la capital, con preferencia por la piano y la flauta, y bajo la dirección del profesor Magín Jardín, en cuya clase llegó a ser suplente en ausencias y enfermedades, así en el solfeo como en el piano. Tomó parte, además, como primer flauta en todas las funciones que por aquel entonces se daban allí, y también en la sociedad artística y literaria del liceo. Estuvo después de primer flauta en el Teatro Variedades, al mismo tiempo que continuaba sus estudios de piano y armonía con Antonio Aguado y de composición con su paisano Antonio María Álvarez Bedesktain. El 24 de enero de 1860 fue nombrado profesor interino de solfeo general en el conservatorio —había fallecido Juan Rodríguez Castellano de la Parra—, con cuatro mil reales anuales de sueldo; obtuvo la plaza en propiedad, con seis mil reales de sueldo, el 8 de marzo de ese mismo año. Entre los discípulos que aprendieron de él se cuentan Áurea Suárez y Rivas y Juana Rodríguez y Merino. Habría fallecido en Madrid.